# Italo Balbo
‎
Italo Balbo, italijanski maršal, politik, * 6. junij 1896, okolica Ferrare, Italija, † 28. junij 1940, Tobruk, danes Libija.

## Življenjepis
Vodil je pohod črnosrajčnikov na Rim. V fašistični vladi je vzpostavil italijansko vojaško in civilno letalstvo. Veljal je za verjetnega Mussolinijevega naslednika.
Med 1935 in 1940 je bil guverner v Libiji. Med povratkom iz Italije je njegovo letalo po nesreči sestrelila lastna protiletalska obramba.